# تپه حکومتی
تپه حکومتی در شهرستان خرم‌آباد، بخش پاپی، دهستان کشور، روستای حکومتی واقع شده و این اثر در تاریخ ۲۸ اسفند ۱۳۸۵ با شمارهٔ ثبت ۱۸۵۶۹ به‌عنوان یکی از آثار ملی ایران به ثبت رسیده‌است.